# Fonologia do grego koiné
O grego koiné está foneticamente num período de transição: no começo do período a língua era virtualmente idêntica com o grego antigo clássico, ao passo que no final a língua era fonologicamente mais próxima ao grego moderno que o grego antigo